# Melqartitermes myrrheus
Melqartitermes myrrheus (лат.) — ископаемый вид термитов, единственный в роде †Melqartitermes. Обнаружен в ливанском янтаре (Ливан, меловой период, около 100 млн лет). В 2021 году была пересмотрена классификация низших групп термитов в результате открытия новых ископаемых групп и род выделен в отдельное семейство †Melqartitermitidae.

## Описание
Вид описан по крылатому имаго, найденному в куске ливанского янтаря. Ширина головы 0,82 мм; диаметр сложного глаза 0,29 мм; латеральная длина переднеспинки 0,82 мм; длина переднего крыла от базального шва до вершины 4,6 мм; ширина переднего крыла 1,38 мм; ширина заднего крыла 1,38 мм. Правая мандибула (если смотреть снизу) по крайней мере с двумя краевыми зубцами, каждый зубец примерно такой же длины, как апикальный зубец, вспомогательный зубец отсутствует; антенны в виде монильевидной формы, по крайней мере, с 13 члениками (общий их число неизвестно), жгутиковые членики постепенно увеличиваются от основания до сохранившейся вершины; сложные глаза без передней выемки, по-видимому круглые, отстоящие от нижнего края головы меньше диаметра глаза, отстоящие от заднего края головы примерно на диаметр глаза или немного меньше. Оцеллии отсутствуют. Жилки переднего крыла Sc, R и Rs сильно пигментированные. Переднеспинка большая, плоская и широкая, немного шире головы; передний край слабо вогнутый; боковые границы, по-видимому, параллельносторонние, с плавно закругленными внутрь задними углами; задний край прямой, поэтому переднеспинка в значительной степени квадратной формы. Прококса, по-видимому, без вентрального киля; бёдра, по-видимому, не окаймлены и не килеваты снизу. Все лапки 5-члениковые. Формула голенных шпор 3-4-4, шпоры всех ног зубчатые; большой аролий присутствует на всех ногах.

## Этимология
Название рода †Melqartitermes является производным от финикийского слова MELQART и слова Termes, имени первого родового названия термитов. Мелькарт (также известный как Мелкурт), сын Баала, был финикийским богом подземного мира и покровителем древнего Тира, города, который был осажден и завоеван Александром Македонским в 332 году до н. э., когда его просьба принести жертву Мелькарту была отклонена тирианцами. Видовой эпитет происходит от слова myrrh, отсылка к мирре, ароматической камеди-смоле, выделяемой деревьями Commiphora abyssinica (семейство Бурзеровые) и родственными видами, использовавшимися в торговле древними людьми Средиземноморья.

## Систематика
Вид был впервые описан в 2007 году американскими палеоэнтомологами Майклом Энджелом (Engel, Michael S.), Дэвидом Гримальди (Grimaldi, David A.) и Кумаром Кришной и первоначально включён в состав семейства Termitidae. †Melqartitermes имеет много заметных плезиоморфных особенностей, включая присутствие вентрально-шейного склерита (отсутствует у всех термитов, кроме †Mylacrotermes); полностью пятичленные лапки, у которых второй тарсомер не редуцирован и не частично затемнен при взгляде сверху (у таких родов, как Archotermopsis, Hodotermopsis и Zootermopsis, лапка скрыто пятичленная, при взгляде сверху она кажется четырехмерной). Melqartitermes имеет узкое радиальное поле вдоль всего переднего края переднего крыла, причем жилка Rs не разветвляется широко около вершины крыла, а вместо этого просто присоединяется к самой передней ветви жилки M около вершины крыла. Это заметно отличается от других примитивных фоссилий мелового периода, таких как †Carinatermes и †Meiatermes, а также от окаменелостей третичного рода †Ulmeriella, все из которых имеют полностью пятичленные лапки. Melqartitermes отличается от †Carinatermes наличием аролии (отсутствует у †Carinatermes), переднеспинкой с прямым передним краем (глубоко вогнутой у Carinatermes) и слабо выпуклой плечевой каймой чешуи переднего крыла (прямой у †Carinatermes). От †Meiatermes новый род отличается более длинными жилками Sc и R, причем Sc простирается примерно до середины длины переднего крыла (оба оканчиваются до середины длины переднего крыла у †Meiatermes), а также более разветвленной жилкой M.
В 2021 году была пересмотрена классификация низших групп термитов в результате открытия новых ископаемых групп и род †Melqartitermes выделен в отдельное семейство †Melqartitermitidae. Это своеобразная раннемеловая группа примитивных термитов. Подобно Mastotermitidae и некоторым другим базальным семействам, †Melqartitermitidae имеют полностью пятичленные лапки и большую плоскую переднеспинку. Однако, в отличие от Mastotermitidae, на заднем крыле отсутствует анальная лопасть и отсутствуют глазки (отсутствуют у Mastotermitinae). В отличие от Archotermopsidae имеется дополнительный зубец и радиальное поле узкое, по форме ближе к таковому у Stolotermitidae (но это семейство имеет четырехмерные лапки и меньшую переднеспинку, лишены вспомогательного зубца). Подобно Mastotermitidae и другим ранее дивергировавшим семействам, †Melqartitermitidae имеют крупную чешуйку переднего крыла, в которой все первичные жилки берут свое начало. Помимо уникального сочетания черт, семейство отличается от других примитивной фиксацией вентрально-шейного склерита. В этом отношении он похож на †Mylacrotermitidae, от которого он отличается наличием выраженного базального шва переднего крыла.